# Yakovlev Yak-44
Yakovlev Yak-44 là một dự án máy bay cảnh báo sớm trên không (AEW) trang bị 2 động cơ cánh quạt phản lực, tương tự như mẫu máy bay cảnh báo E-2 Hawkeye của Hải quân Hoa Kỳ, dự án này nhằm mục đích trang bị máy bay cảnh báo sớm cho lớp tàu sân bay Ulyanvosk của Hải quân Xô viết. Nhưng dự án máy bay này cũng với lớp tàu sân bay cũng bị hủy bỏ khi Liên Xô tan rã. Một mô hình với kích thước như thật đã được chế tạo và hiện được trưng bày tại Nga.

## Thiết kế và phát triển
Nhằm đáp ứng nhu cầu về một mẫu máy bay có nhiệm vụ hỗ trợ các đơn vị chiến đấu của Hải quân Xô viết, OKB Yakovlev đã được trao nhiệm vụ chế tạo một mẫu máy bay cảnh báo sớm trên không vào năm 1979, nó có tính năng tương đường như mẫu máy bay E-2 Hawkeye của Hải quân Hoa Kỳ, mẫu máy bay này phải đáp ứng được những đòi hỏi của điều kiện thời tiết và tác chiến. Mục đích chế tạo loại máy bay này là nhằm biên chế chúng trên các tàu sân bay hoạt động tầm xa, nên Yak-44 được thiết kế với mẫu cánh cụp cánh xòe nhằm giảm bớt diện tích khi sắp xếp máy bay vào khoang chứa. Nó được trang bị nhưng radar phát hiện mục tiêu sớm mạnh nhất thời đó, radar trang bị trên Yak-44 có thể phát hiện 400 mục tiêu và theo dõi 120 mục tiêu, nó có thể theo dõi một mục tiêu trong phạm vi 300 km, với 2 mục tiêu là 120 km. Nhưng dự án đã bị đình chỉ khi Liên Xô sụp đổ vào năm 1991.

## Thông số kỹ thuật

### Đặc điểm riêng
- Phi đoàn: 5
- Chiều dài: 20.5 m
- Sải cánh:
  - Cánh xòe: 25.7 m
  - Cánh cụp: 12.5 m
- Chiều cao: 7 m
- Diện tích : 49.2 m²
- Trọng lượng rỗng: 21.200 kg
- Trọng lượng cất cánh: n/a
- Trọng lượng cất cánh tối đa: 30.400 kg
- Động cơ: 2x động cơ cánh quạt phản lực Progres/Motor Sich D-27, công suất 10.440 kW mỗi chiếc

### Hiệu suất bay
- Vận tốc tuần tiễu: 680 km/h
- Tầm bay: 4000 km (nếu tiếp dầu trên không)
- Trần bay: 13.000 m
- Vận tốc lên cao: n/a
- Lực nâng của cánh: n/a
- Lực đẩy/trọng lượng: n/a

### Radar
- Góc quét: 360°
- Bán kính quét: 350–370 km ở độ cao từ 0-30.000 m
- Phát hiện tối đa: 400 mục tiêu
- Theo dõi: 120 mục tiêu

## Nội dung liên quan

### Máy bay có tính năng tương đương
- E-2 Hawkeye